# Шарлотта Ейслер
Шарлотта Ейслер (нім. Charlotte Eisler; 2 січня 1894, Тернопіль — 21 серпня 1970, Відень) — австрійська співачка, піаністка і музичний педагог, пов'язана з Другою віденською школою.

## Життєпис
Шарлотта Демант народилася 2 січня 1894 року в м. Тернопіль (Королівство Галичини та Володимирії, Австро-Угорщина). Її сім'я переїхала до Чернівців, де вона здобула початкову освіту. На початку Першої світової війни Деманти переїхали до Відня. Там Шарлотта вивчала музику. Її викладачами були Антон Веберн і Едуард Штоєрманн. Будучи студенткою, познайомилася з композиторами Арнольдом Шенбергом і Гансом Ейслером. У 1920 році вийшла заміж за Ейслера, проте у 1934 році вони розійшлися; єдиною їхньою дитиною був Георг Ейслер, майбутній художник-експресіоніст.
Симпатизувала ідеології комунізму, через що в 1934 році змушена була виїхати з Відня до Братислави. У 1936—1938 роках проживала у Москві. Під час подорожі до Відня в 1938 році, в Празі вона дізналася про вторгнення нацистської Німеччини і наступний аншлюс. В результаті вона поїхала з її сином до Англії і залишалася там під час Другої світової війни, врешті, повернулася до Відня в 1946 році.
З 1947 до 1952 року Шарлотта Ейслер викладала спів у Віденській консерваторії. Померла у Відні в 21 серпня 1970 року.

## Родичі
- Батько — Моріц Демант, юрист у Тернополі,
- Брат — Зигмунд Демант (1887—1942), військовий лікар, народився в Тернополі,
- Племінник — Пітер Демант (1918—2006), письменник і громадський діяч.